# Membraniporidae
Membraniporidae zijn een familie van mosdiertjes uit de orde Cheilostomatida en de klasse van de Gymnolaemata.

## Geslachten
De volgende geslachten zijn bij de familie ingedeeld:
- Biflustra d'Orbigny, 1852
- Jellyella Taylor & Monks, 1997
- Membranipora de Blainville, 1830

Niet geaccepteerde geslachten:
- Acanthodesia Canu & Bassler, 1919 → Biflustra d'Orbigny, 1852
- Membraniporina Levinsen, 1909 → Membranipora de Blainville, 1830
- Nitscheina Canu, 1900 → Membranipora de Blainville, 1830